# 賽馬會官立中學
賽馬會官立中學（英語：Jockey Club Government Secondary School），舊稱賽馬會官立工業中學，位於九龍塘，是香港一所官立中文中學，由香港賽馬會於1961年捐助創辦。因應1997年工業中學教育改革，該校轉為文法中學，易名為「賽馬會官立中學」。
賽馬會官立中學是香港現存六所持續辦學的前官立工業中學之一，其餘五所分別是鄧肇堅維多利亞官立中學、九龍工業學校、何東中學、筲箕灣東官立中學及觀塘功樂官立中學。

## 歷史
賽馬會官立中學初開辦時暫時借用巴富街官立中學為校舍。1961年，香港賽馬會捐款1770萬港元興建牛津道校舍現址，翌年2月落成啟用，且由香港總督柏立基主持開幕儀式。

1963年，該校成為五年制的工業中學，命名為「賽馬會官立工業中學」，

並於1975年加設中六及中七文、理組大學預科課程。

後期，同由教育署開辦的香港工商師範學院亦有借用此校工場作為教學中心之用。

在1997年，因應工業中學的教育改革，賽馬會官立工業中學改名為「賽馬會官立中學」至今。

## 校政管理

### 歷任校長
| 校長             | 年份                |
| 崔紹蕃 先生      | 1960-1963（上午校） |
| SA. K. Buse 先生 | 1960-1963（下午校） |
| 班士 先生        | 1963-1969           |
| 夏德 先生        | 1969-1975           |
| 梁桂冲 先生        | 1975-？             |
| 薛俊海 先生      | ？-1988             |
| 陳秉達 先生      | 1988-1992           |
| 陳平遠 先生      | 1992-1994           |
| 王燕振 先生      | 1994-1996           |
| 容爾修 先生      | 1996-1997           |
| 梁喚民 先生      | 1997- 2005          |
| 洪進美 先生      | 2005- 2007          |
| 陳柯瑞芳 女士    | 2007- 2011          |
| 袁家頌 先生      | 2011 - 2015         |
| 杜國安 先生      | 2015 - 2017         |
| 梁呂琼 女士      | 2017 - 2023         |
| 何倩儀 女士      | 2023 -              |

## 校訓釋義
- 達識應物 (Insight and Harmony)
  - 達識：是能夠洞悉事物，明辨價值。
  - 應物：對事和對物各方面都達至隨感隨應的和諧地步。

## 重要事件
1994年9月，民政事務總署推行「海外家庭傭工中心計劃」，當中有六間中學於星期日變為海外家庭傭工中心。而賽馬會官立中學是其中一間。該校副校長指出最近六年（2005-2011年）都沒有進行相關計劃，又質疑是否署方資料有誤。
2010年8月23日，校友謝廷駿在馬尼拉人質事件中殉難。校方於9月1日為他舉行默哀儀式。

## 校歌
- 曲：鄧蔡稚蘭、詞：陸施燕燕

牛津道上，惠風和暢，

賽馬會官中，我校早名揚。

文理與工商，學科啟迪我智慧，

德智體群美，五育陶鑄我胸膛。

達識應物，校訓緊記，

琢玉成器，師道難忘。

跨越荊棘翻過浪，

邁向理想信念強！

好同窗 勇敢肩負明天，

齊來做社會棟樑。

## 著名/傑出校友
政治界
- 譚耀宗，大紫荊勳賢，GBS，JP（1963年中三）：香港政治人物[7]
- 盧偉國，GBS，MH，JP（1970年中五）：立法會議員（工程界）[8]
- 謝偉銓，BBS（1973年中五）：立法會議員（建築、測量及都市規劃界）[9]
- 霍佩儀（1967年中五）：前市政局議員[10]

演藝界
- 林柏迪：香港女歌手
- 潘漫紅：香港女性編劇
- 莊少榮（1989年畢業）：香港演唱會監制及MV導演
- 蔡錦潮（海潮）（1992年中五）：香港著名沙畫藝術家[11]
- 白只：香港男演員、第52屆金馬獎最佳男配角、第35屆香港電影金像獎最佳新演員及最佳男配角
- 鄧漢強（1981年畢業）：香港電影導演、監製及編劇
- 楊劍標：寰宇娛樂文化藝人管理部總經理、經理人[12]

教育界
- 黎乃棚（1967年中五）：前聖公會林裘謀中學校長[13]
- 雷其昌（1968年中五）：長洲官立中學及博愛醫院歷屆總理聯誼會梁省德中學前校長、香港華人基督教聯會真道書院前署理校長[14]
- 施敏文：香港中文大學課程與教學學系的名譽專業顧問及前香港中文大學課程與教學學系客座助理教授[15]
- 劉潔嬋：前棉紡會中學校長[16]

其他界別
- 張業泉：香港中小企經貿促進會有限公司常務副會長、東莞市清溪港商企業協會副會長及潮僑塑膠商會有限公司副會長
- 蔡昕宏：香港中文大學中醫學院講師
- 謝廷駿，MBG（1995年中五）：2010年馬尼拉人質事件殉難導遊[17]

## 鄰近建築
- 何明華會督銀禧中學
- 東華三院黃笏南中學
- 啟思小學
- 中華基督教會基華小學（九龍塘）
- 瑪利諾修院學校
- 喇沙小學
- 喇沙書院

## 外部連結
- 賽馬會官立中學（页面存档备份，存于）
- 賽馬會官立中學 中學概覽[永久]